# Lake of the Woods (Ontario)
Lake of the Woods es un municipio canadiense situado en la provincia de Ontario.

## Superficie
Lake of the Woods tiene una superficie de 746,24 km².

## Demografía
En 2021, tenía 308 habitantes, una densidad poblacional de 0,4 hab./km², y 454 viviendas.